# Simatai

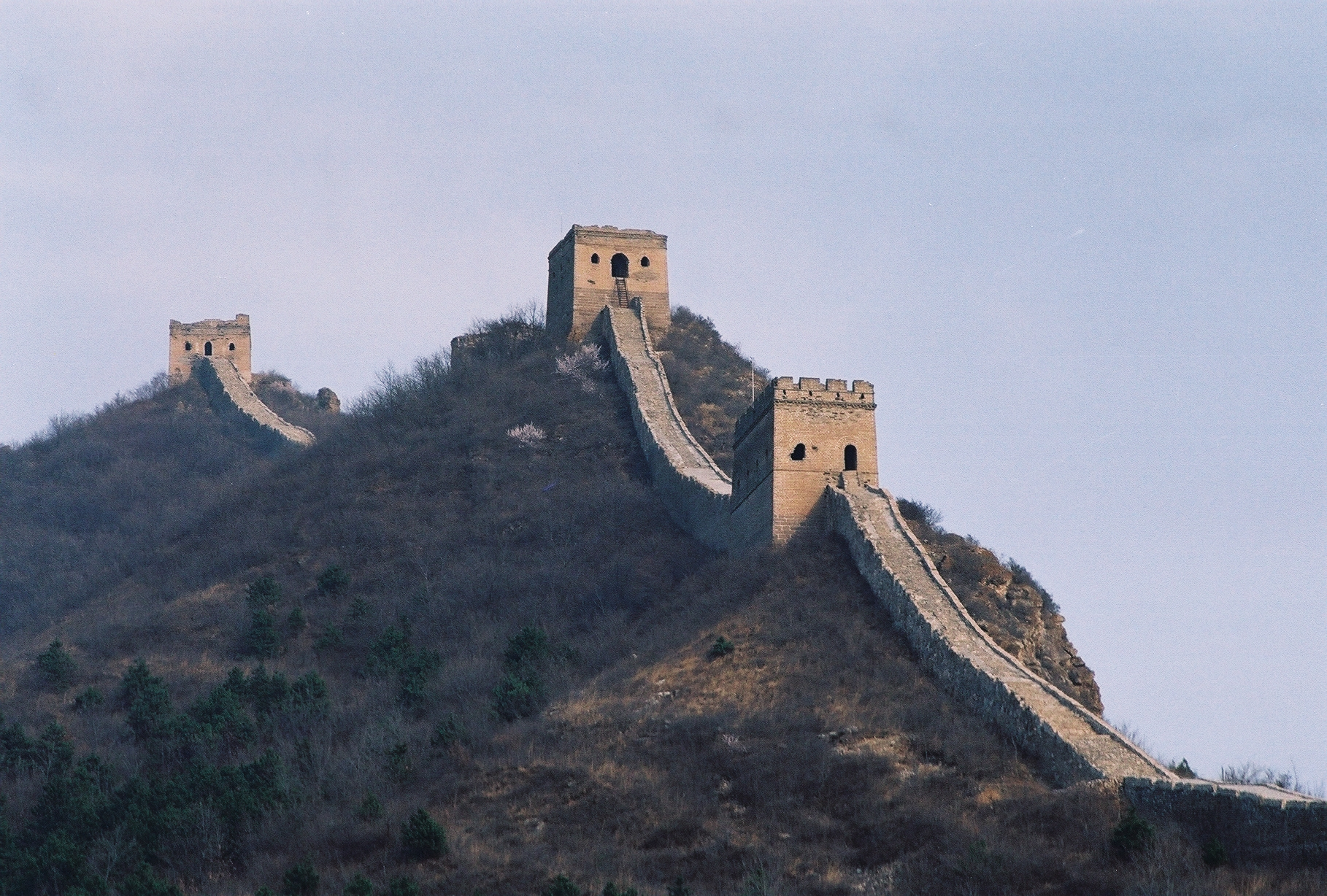
Simatai

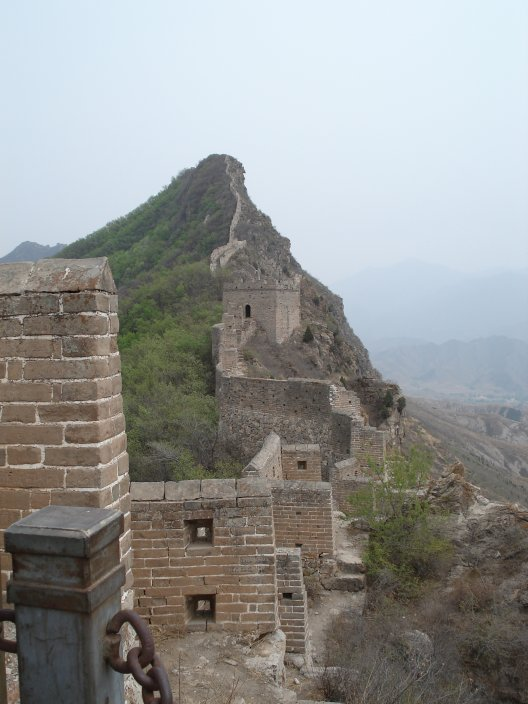
Vista verso la Heavenly Ladder

Il Simatai (cinese semplificato 司马台|t=司馬臺, pinyin Sīmǎtái) è una sezione della Grande muraglia cinese situata nel Distretto di Miyun, a 120 km a nord-est di Pechino. Questa sezione permette l'accesso al Gubeikou, un passo strategico, situato nella parte orientale della Muraglia. Costruita dalla dinastia Qi settentrionale (550-577) e ricostruita negli anni Hongwu della dinastia Ming da Qi Jiguang, questa è una delle poche sezioni a conservare le caratteristiche originarie Ming della Muraglia Cinese.
È lunga 5,4 km e dispone di 35 torri d'avvistamento. Progettata ingegnosamente e con caratteristiche uniche, questa sezione riassume le differenti caratteristiche di tutte le altre sezioni della Muraglia, tanto che il professore Luo Zhewen , studioso della Muraglia ha affermato: "La Grande muraglia è la migliore costruzione architettonica cinese, e Simatai il meglio della Grande muraglia." L'UNESCO ha inserito il Simatai tra i siti patrimonio dell'umanità.
Il Simatai è noto anche per la sua estrema pendenza, ingegnosità ed unicità. È separata della valle in due parti, una orientale ed una occidentale. La parte occidentale è dolcemente estesa e dotata di 20 torri di guardia ben conservate, mentre la parte orientale è molto più ripida, ed è caratterizzata da un terreno accidentato, e comprende, per un'estensione di diversi km, dirupi e vette molto alte. Le torri di guardia pertanto sono relativamente molto vicine ed offrono una vista spettacolare. Tra le principali attrazioni situate della parte orientale troviamo : la vista della Torre di Pechino, la Fairy Tower, il Heavenly Ladder e lo Sky Bridge, anche se queste zone sono attualmente chiuse al pubblico per motivi di sicurezza.
- L'Heavenly Ladder [1]: Scalando il ripidissimo lato orientale della montagna (con una pendenza di 80 gradi)  la Heavenly Ladder è la via che permette di guardare la Torre di Pechino e la torre di Fairy. Si allarga verso l'alto lungo il crinale della montagna, e la sua parte più stretta misura solo mezzo metro di larghezza.